# Broyes (Marna)
Broyes è un comune francese di 391 abitanti situato nel dipartimento della Marna nella regione del Grand Est.

## Storia

### Simboli
La mordacchia (in francese broyes) è un'arma parlante.
Si tratta di una figura araldica che rappresenta lo strumento utilizzato per sfilacciare il fusto della canapa o del lino.

## Società

### Evoluzione demografica
Abitanti censiti